# Grand Prix van Stockholm 1947
De Grand Prix van Stockholm 1947 was een autorace die werd gehouden op 23 februari 1947 op het circuit van Vallentuna.

## Uitslag
| Positie | Rijder                | Team        | Ronden | Tijd/Opgave |
| ------- | --------------------- | ----------- | ------ | ----------- |
| 1       | Reg Parnell           | ERA         | 25     | 1:08:18.8   |
| 2       | George Abecassis      | ERA         | 25     | +0.6        |
| 3       | Eugène Chaboud        | Delahaye    | 25     | +1:29.8     |
| 4       | Yves Giraud-Cabantous | Delahaye    | 25     |             |
| 5       | Charles Pozzi         | Delahaye    | 25     |             |
| 6       | Henri Trillaud        | Delahaye    | 25     |             |
| NF      | Raymond Sommer        | Maserati    | 17     | Gespind     |
| NF      | Leslie Brooke         | ERA         | 14     | Motor       |
| NF      | Henri Louveau         | Maserati    |        | Compressor  |
| NF      | Louis Chiron          | Talbot-Lago |        | Lekke band  |
| NF      | Emile Cornet          | Maserati    | 2      |             |